# Hubert Laws

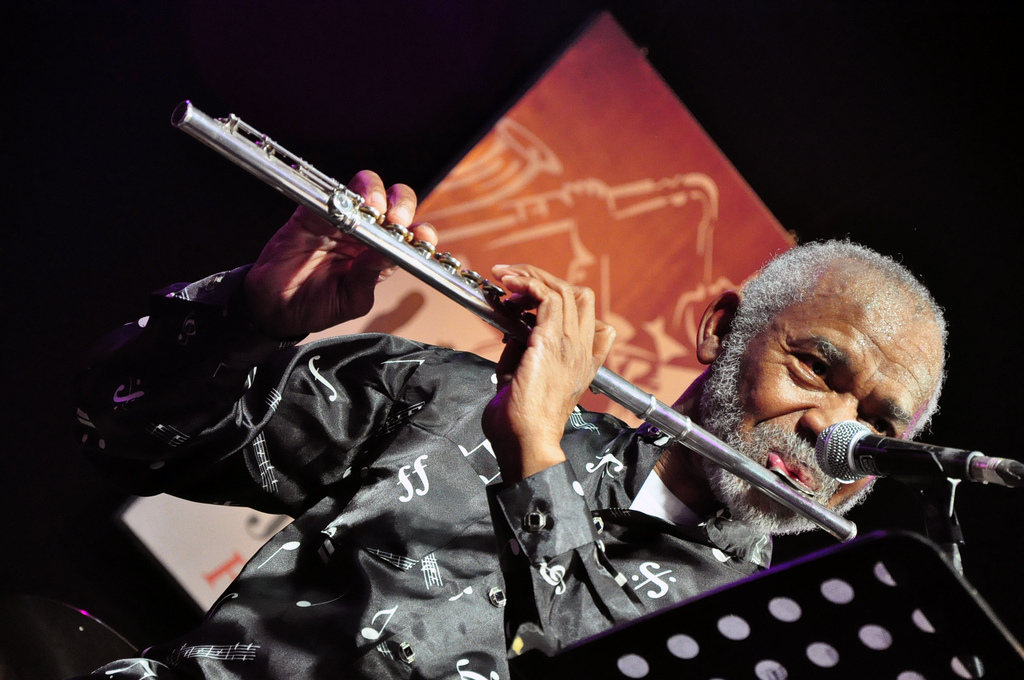
Hubert Laws beim Jakarta International Java Jazz Festival 2010

Hubert Laws (* 10. November 1939 in Houston) ist ein US-amerikanischer Flötist des Modern Jazz und der klassischen Musik. In den frühen 1970er Jahren wurde er wiederholt in den Polls des Down Beat als führender Jazzflötist ausgezeichnet.

## Leben und Werk
Laws war eines von 8 Kindern und wuchs in musikalischer Umgebung auf (der Großvater war Mundharmonika Spieler/Entertainer, die Mutter Gospel-Pianistin). Er begann mit Klavier und Alt-Saxophon und lernte Flöte auf der High School. Von 1954 bis 1960 war er Mitglied der Jazz Crusaders, die er mit Joe Sample und einigen anderen Freunden gründete und mit denen er 1958 nach Los Angeles ging. Auf der ersten LP der Jazz Crusaders ist er noch zu hören, ging dann aber eigene Wege. Er spielte schon in Texas klassische Musik nach dem Studium an der Texas Southern University, etwa im Jugendsinfonieorchester von Houston nach Privatunterricht beim Flötisten Clement Barone. Von 1960 bis 1964 setzte er seine Studien mit einem Stipendium an der Juilliard School in New York City beim klassischen Flötisten Julius Baker fort. Da das Stipendium zum Lebensunterhalt nicht ausreichte, arbeitete er zusätzlich als Flötist, etwa in der Sugar Ray Lounge in Harlem. Zwischen 1964 und 1966 machte er seine ersten eigenen Plattenaufnahmen (für Atlantic); auch spielte er u. a. mit Pucho Brown, Mongo Santamaría (1963), Sérgio Mendes (1965), in Tanglewood (Sommerfestspiele der Bostoner Symphoniker), John Lewis, Gil Evans, der Lloyd-Prince-Big-Band, Clark Terry, Benny Golson und James Moody. Seit 1969 nahm er eine Reihe von Alben auf, die bei CTI Records erschienen. Er bearbeitete Kompositionen von Fauré, Stravinsky, Debussy und Bach für sein Album Rite of Spring. Auf späteren Alben folgten Bearbeitungen von Bizet, Satie oder Rimski-Korsakow. 1969 war er bei Chick Coreas „Is“ Sessions beteiligt; mit Roland Hanna, Ron Carter und Billy Cobham gehörte er bis 1974 zum New York Jazz Quartet.
Seit 1969 war er zeitweise an der New Yorker Metropolitan Opera als erster Flötist beschäftigt; später trat er als Solist mit den New Yorker Philharmonikern unter Zubin Mehta auf. Als klassischer Flötist spielte er außerdem noch mit zahlreichen weiteren Orchestern (z. B. Los Angeles, Cleveland, Dallas, Amsterdam, Japan, Detroit). Weitere Zusammenarbeiten gab es mit George Benson, Deodato, Weather Report, Miles Davis, Chick Corea, Herbie Hancock, Grant Green, Quincy Jones und dem Modern Jazz Quartet sowie mit Paul McCartney, Paul Simon, Sarah Vaughan, Roberta Flack, Ella Fitzgerald, Lena Horne, Aretha Franklin, Carly Simon. Er lehrte am California Institute of the Arts. 1982 trat er mit dem Modern Jazz Quartet im Hollywood Bowl auf. Dort trat er auch mit dem französischen Flötisten Jean-Pierre Rampal auf. Seine Alben erscheinen teilweise auf eigenen Label, den 1976 gegründeten Hulaws Music und Golden Flute Music.
Mit beachtlicher Vielseitigkeit bewegt er sich sowohl im Jazz, der klassischen Musik, dem Rhythm and Blues, als auch in der Popmusik.
Auf einigen seiner Platten ist auch seine Schwester Debra Laws als Sängerin zu hören. Eine weitere Schwester Eloise Laws ist ebenfalls eine bekannte Sängerin und Broadway-Schauspielerin. Sein Bruder Ronnie Laws (* 1950) ist Tenorsaxophonist.
Laws arbeitete auch an Filmmusiken, so mit Quincy Jones in California Suite von 1978 nach Neil Simon (Regie Herbert Ross) und für den Film Color Purple von Steven Spielberg 1985.

## Aufnahmen (Auswahl)
- The Laws of Jazz, 1964, Atlantic
- Flute by Laws 1965, Atlantic
- Laws Cause 1969, Atlantic
- Afro Classic, 1970, CTI

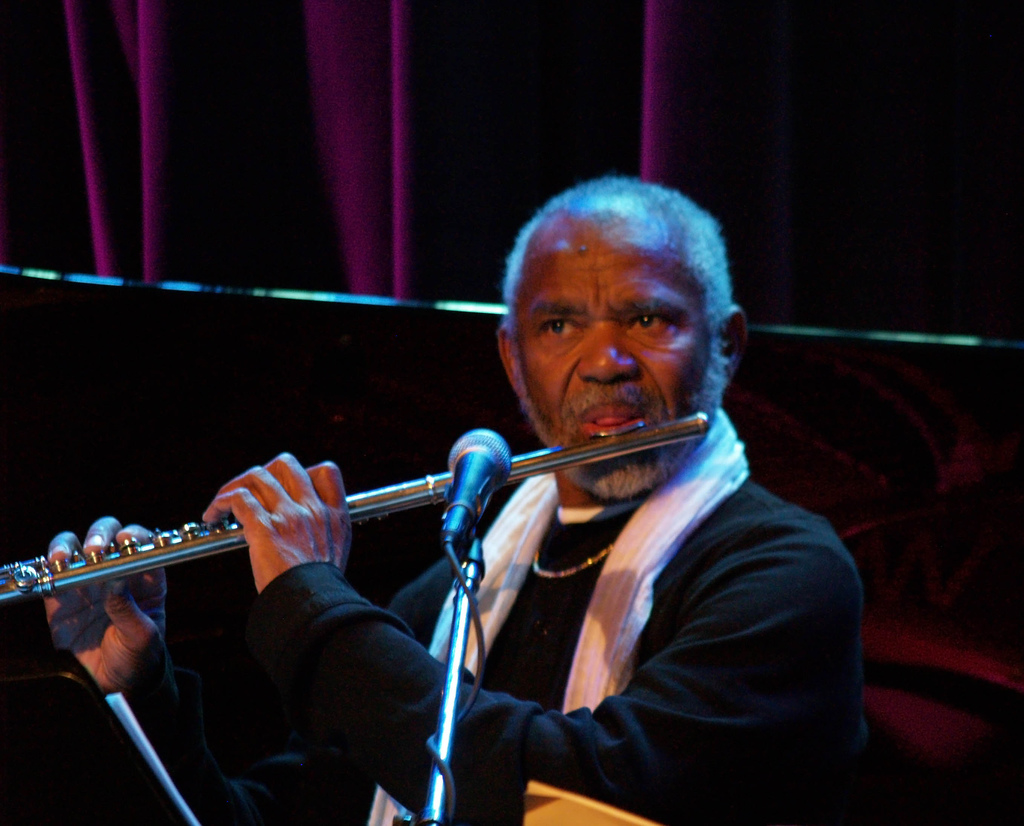
Hubert Laws 2007

- The Rite of Spring, 1971, mit Bob James, Ron Carter,  Airto und Jack DeJohnette
- The Chicago Theme, 1975, CTI
- The San Francisco Concert, 1977, CTI
- Romeo and Juliet, Columbia 1977
- Say it with Silence 1978
- Land of Passion 1979
- Family 1980 (mit Eloise, Debra und Ronnie Laws)
- New Earth Sonata (mit Quincy Jones, Chick Corea, Harold Blanchard, 1983)
- Word of Mouth (mit Jaco Pastorius)
- Amazing Grace (klassische Musik, aber mit Quincy Jones am Pult und Chick Corea), 1990
- Hubert Laws plays Bach for Barone and Baker (so hießen seine Flöten-Lehrer)
- My Time Will Come, 1990
- Storm Then the Calm, 1994
- Hubert Laws Remembers the Unforgettable Nat King Cole, 1998
- Baila Cinderella, 2002
- Moondance, 2004